# آخوندک شمالی

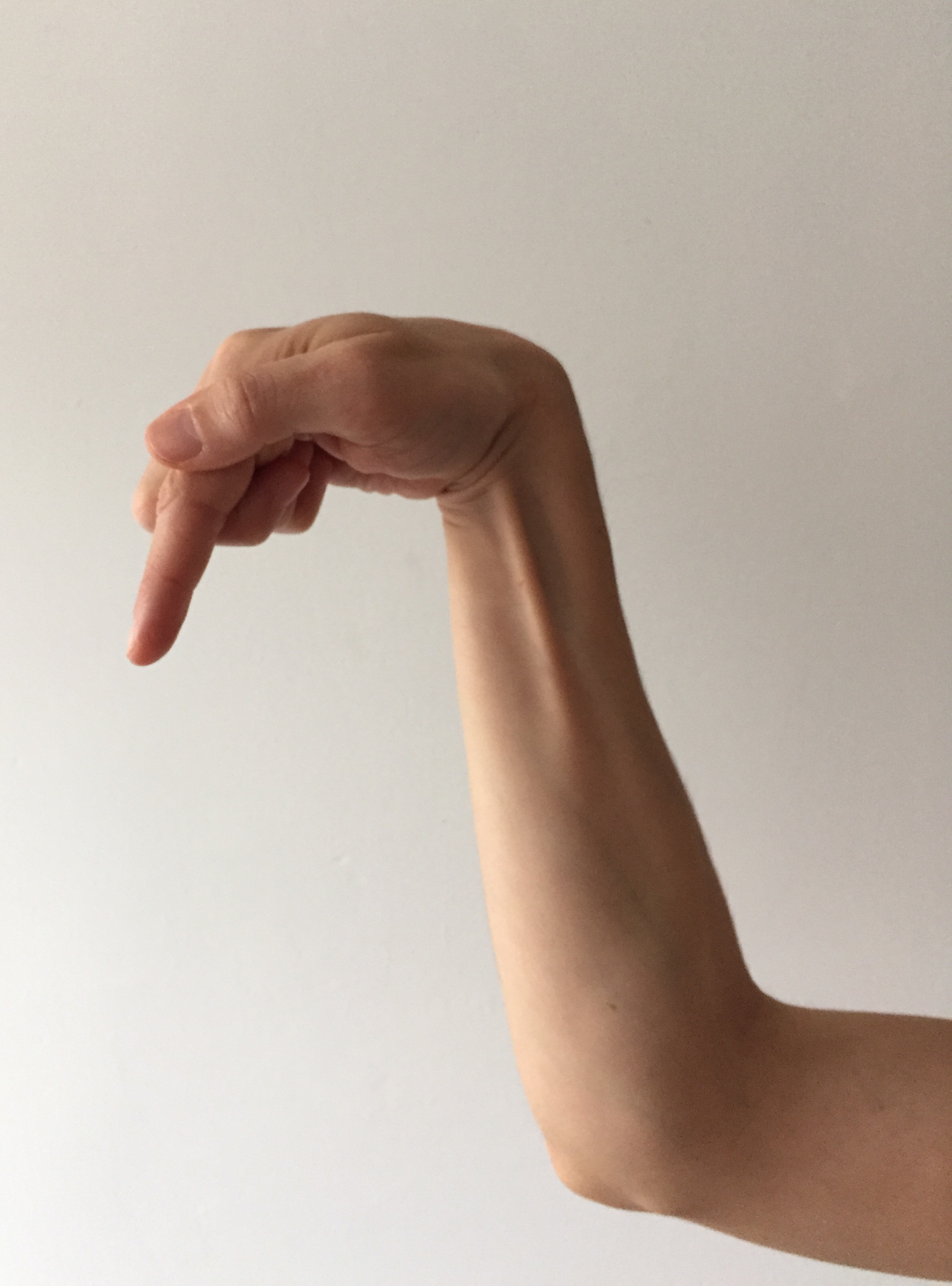
نمایی از فن تانگ لانگ چوان

آخوندک شمالی یا تانگ لانگ چوان (پین‌یین: tánglángquán) یک هنر رزمی چینی است که توسط وانگ لانگ در دوران مینگ در استان شاندونگ ابداع شده‌است. کونگ‌فوی آخوندک شمالی در خانوادهٔ چانگ‌چوان در سیستم شائولین قرار می‌گیرد و تکنیک‌های آن از حرکات جنگی حشره‌ای بزرگ و تهاجمی به نام آخوندک اقتباس شده‌است.